# Rémi Sénéca
Pas d'image ? Cliquez ici

a Compétitions nationales et continentales officielles uniquement.

Dernière mise à jour le 20 mars 2025.
Rémi Sénéca, né le 16 janvier 1995 à Valenciennes (Nord), est un joueur français de rugby à XV évoluant au poste de pilier gauche avec la Section paloise.
Son frère, Jordan Sénéca, est également joueur de rugby professionnel.

## Biographie

### Jeunesse et formation
Rémi Sénéca commence par jouer au football dans le Nord de la France jusqu'à l'âge de douze ans. À cet âge, il essaye le rugby à Valenciennes, initié avec son frère par son parrain, et y prend goût.
En 2010, à l'âge de quinze ans, il rejoint le Stade français Paris où il joue aux postes de deuxième ligne et troisième ligne. C'est à l'âge de vingt ans, qu'il est repositionné au poste de pilier,.

### Carrière en club
Rémi Sénéca fait ses débuts avec l'équipe professionnelle lors de la saison 2016-2017 de Top 14 face au Castres olympique en tant que remplaçant,. Il est de nouveau sur le banc la même saison face au Racing 92 mais il n'entre pas sur le terrain.
En mai 2017, il s'engage avec le RC Vannes en Pro D2. En quatre saisons en Bretagne, il a disputé 68 matchs de Pro D2 et inscrit un essai.
Bien qu'il soit sous contrat avec Vannes jusqu'en 2022, il dispose d'une clause de sortie et il décide de rejoindre la Section paloise à partir de la saison 2021-2022 de Top 14. Lors de la saison 2021-2022, il dispute 11 matchs de Top 14 et inscrit un essai. Il joue également deux matchs de Challenge européen. Durant la saison 2022-2023 de Top 14, il dispute 19 matchs et 3 matchs de Challenge Cup et y inscrit un essai. En janvier 2023, il prolonge son contrat jusqu'en juin 2025. Lors de la 3e journée de Challenge Cup face aux Cheetahs, le 14 janvier 2024, il se blesse et souffre d'une rupture ligamentaire du genou et voit sa saison terminée. Finalement, lors de la saison 2023-2024, il aura disputé 11 matchs de Top 14 et 1 match de Challenge Cup.
Il fait son retour à la compétition après dix mois d'absence le 19 octobre 2024 en tant que remplaçant face au Stade toulousain pour le compte de la 7e journée de Top 14.

## Palmarès
Néant.